# Chrch
Chrch ist eine 2013 als Church gegründete Death-Doom- und Post-Metal-Band.

## Geschichte
Die in Sacramento beheimatete Band Chrch wurde im Jahr 2013 von der Sängerin Eva Rose, den Gitarristen Chris Lemos und Shann, dem Schlagzeuger Matt Silver und dem Bassisten Ben Cathcart gegründet. Die ersten beiden Jahre der aktiven Zeit waren eine Phase des Entwickelns und Austestens. So sei die Band im Keller von Rose entstanden und habe ihren ersten Auftritt nach einem Jahr des Schreiben und Probens, im Wohnzimmer von Lemos absolviert. Das im Jahr 2015 über Transylvanian Recordings und Battleground Records veröffentlichte Debüt Unanswered Hymns war das Resultat dieser frühen Phase.
Im folgenden Jahr verließen Shann und Silver die Band. Als Gitarrist kam Karl Cordtz hinzu, als Schlagzeuger Adam Jennings. Zur gleichen Zeit änderte die Gruppe wegen rechtlicher Umstände ihren Namen in Chrch.  Mit Fister & Chrch erschien 2017 eine Split-EP mit dem Tourpartner Fister über Battleground Records und Crown an Throne Ltd. Zu dieser Zeit war die Band bereits als Liveband in den Vereinigten Staaten besonders aktiv. Neben Fister bestritt Chrch Tourneen und Auftritte mit renommierten Bands wie Acid King, Un, Body Void, Exulansis, Primitive Man, Yob, Usnea und Pentagram.
Ein Jahr nach der Split-EP erschien mit Light Will Consume Us All ein zweites Album, das diesmal über Neurot Recordings herausgegeben wurde. Der weit beachteten Veröffentlichung schloss sich eine Europa-Tournee an. Das Musikmagazin Kerrang zählte Chrch auf dem 37. Platz der 50 besten amerikanischen Metal-Bands der 2010er. Die Musik von Chrch sei „ausufernd und geduldig“, jene Art schwelgerischen Doom Metals, in der jeder versinken könne.

## Stil
Chrch wird einem Crossover aus Post-Metal, Death Doom und Funeral Doom zugerechnet. Die Band weise Ähnlichkeiten zu Windhand, Worship, Monarch!, Undersmile und EyeHateGod auf. Im „düsteren und überwältigend“ langsamen Rhythmus, paare die Gruppe Elemente des Extreme Doom und Psychedelic Rock aus schweren Riffing, unheimlichen Melodien und einer eindringlichen Atmosphäre mit dem Gesang von Eva Rose aus Schreien und hoffnungslos klingendem Klargesang.

„Von schleppenden, schweren Doomriffs mit bösartigem Screaming geht die Reise bis hin zu düster-melancholischen Cleangitarren-Parts mit bezauberndem Klargesang – und zurück.“

## Diskografie
- 2015: Unanswered Hymns (Album, Transylvanian Recordings/Battleground Records)
- 2017: Fister & Chrch (Split-EP mit Fister, Battleground Records/Crown an Throne Ltd.)
- 2018: Light Will Consume Us All (Album, Neurot Recordings)